# دسامبر ۲۰۱۳
دسامبر ۲۰۱۳، یکی از ماه‌های ۲۰۱۳ میلادی است.
آغاز آن، روز یکشنبه برابر با ۱۰ آذر ۱۳۹۲ خورشیدی.

## ۱ دسامبر۲۰۱۳
- ادامه درگیری‌ها در پایتخت تایلند

برخوردهای خشونت‌آمیز که دیروز در بانکوک پایتخت تایلند بین تظاهرکنندگان مخالف دولت و پلیس در گرفت امروز هم با کوشش معترضان برای اشغال مراکز دولتی از جمله ساختمان رادیو و تلویزیون دولتی ادامه داشت. نیروهای ارتش هم برای کمک به کنترل اوضاع به نیروهای پلیس پیوستند. تظاهرکنندگان دولت را به فساد متهم می‌کنند و خواهان کناره‌گیری ینگلاک شیناواترا، نخست‌وزیر از قدرت هستند. حالا دولت از مردم شهر خواسته است که بین ساعت‌های ۱۰ شب تا ۵ صبح در خانه‌ها بمانند. بی‌بی‌سی فارسی، دویچه وله فارسی
- آمریکا شرکت‌های هواپیمایی خود در مسیر دریای چین را به احتیاط فراخواند

مناقشه میان چین و ژاپن بر سر مالکیت مجمع‌الجزایری غیرمسکونی واقع در دریای شرق چین ابعاد تازه‌ای به خود گرفته است. در پی اعلام منطقه پدافند هوایی توسط چین بر این منطقه، وزارت دفاع آمریکا گفته است که این اقدام را به رسمیت نمی‌شناسد و جنگنده‌های متعلق به ارتش آمریکا ماموریت‌های روزمره خود از جمله پروازهای تجسسی را بر روی این منطقه ادامه خواهند داد. با این وجود وزارت خارجه آمریکا از شرکت‌های هوایی مسافری آمریکایی خواست که به هنگام پرواز از روی مناطق مورد مناقشه به مقررات تعیین شده از سوی مقامات چینی توجه کنند. دویچه وله فارسی
- مراجعه ژاپن به نهاد بین‌المللی در پی اختلاف در دریای شرق چین

## ۲ دسامبر۲۰۱۳
- یورش مخالفان دولت در اوکراین به ساختمان شورای شهر کی‌یف

تظاهرکنندگان در اوکراین به ساختمان شورای شهر کی‌یف، پایتخت، حمله کرده‌اند. تظاهرکنندگان به امتناع ویکتور یانوکوویچ، رئیس‌جمهور اوکراین از امضای موافقت‌نامه تجاری با اتحادیه اروپا اعتراض دارند. هم‌زمان یولیا تیموشنکو و دیگر رهبران احزاب مخالف اوکراین خواستار اعتراضات سراسری و برگزاری انتخابات زود هنگام در این کشور شده‌اند. بی‌بی‌سی فارسی، دویچه وله فارسی، یورونیوز فارسی
- تظاهرات در مصر، بعد از بازنگری در پیش‌نویس قانون اساسی

پلیس قاهره برای متفرق‌کردن تظاهرکنندگانی که به هواداری از محمد مُرسی، رئیس‌جمهوری برکنارشده مصر به میدان تحریر در قاهره آمده بودند، گاز اشک‌آور شلیک کرد. تغییرات اخیر در پیش‌نویس قانون اساسی به ارتش مصر قدرت سیاسی بیشتری می‌دهد، از جمله محاکمه غیرنظامیان در بعضی موارد خاص. انتظار می‌رود که این پیش‌نویس جدید از قانون اساسی مصر در ماه ژانویه به همه‌پرسی عمومی گذاشته شود. بی‌بی‌سی فارسی
- تصرف ساختمان تلویزیون دولتی تایلند توسط مخالفان دولت

با شدت‌گرفتن نا آرامی‌های تایلند، معترضان کنترل ساختمان تلویزیون دولتی این کشور موسوم به پی‌بی‌اس را در دست گرفتند. تنش‌های سیاسی در ساعات اخیر در تایلند شدت گرفته است و معترضان خواستار استعفای ینگلاک شیناواترا، نخست‌وزیر این کشور هستند. یورونیوز فارسی
- دفتر حامد کرزی: «آمریکا سوخت و تدارکات ارتش و پلیس افغانستان را قطع کرده‌است»

## ۳ دسامبر۲۰۱۳
- معترضان دفتر نخست‌وزیر تایلند را اشغال کردند

پلیس تایلند با برداشتن سنگرهای اطراف دفتر نخست‌وزیری، راه را برای اشغال آن توسط معترضان باز کرد. در پی اشغال دفتر نخست‌وزیر، آرامش نسبی در بانکوک برقرار شد. سوت‌هایپ توئک‌سوبان، رهبر مخالفان گفته است که تا برکناری ینگلاک شیناواترا، نخست‌وزیر تایلند اعتراض‌های خیابانی ادامه خواهد داشت اما به گفته ناظران به احتمال زیاد، به دلیل مراسم جشن هشتاد و ششمین سالگرد تولد پادشاه تایلند در روز ۵ دسامبر (۱۴آذر) تظاهرات حداقل برای مدتی متوقف خواهند شد. بی‌بی‌سی فارسی
- طرح عدم اعتماد پارلمان به دولت اوکراین، رای کافی نیاورد

پارلمان اوکراین روز سه‌شنبه ۳ دسامبر، پس از بحث پیرامون طرح  رای عدم اعتماد به دولت میکولا آزاروف، رئیس‌جمهور این کشور، وارد رای‌گیری شد اما این طرح رای کافی نیاورد. نتایج رای‌گیری نشان داد که تنها ۱۸۶ نماینده به دولت رای عدم اعتماد دادند، در حالی که نیاز به ۲۲۶ رای از مجموع ۴۴۱ نماینده ثبت‌نام شده بود. پارلمان اوکراین در مجموع دارای ۵۵۰ نفر نماینده است. این درحالی است که هنوز ده‌ها هزار نفر از معترضان اوکراینی خارج از ساختمان مجلس اوکراین به تظاهرات خود ادامه داده و خواهان برکناری رئیس‌جمهور این کشور هستند. یورونیوز فارسی، بی‌بی‌سی فارسی
- اطلاعات سپاه هفت عضو وب‌سایت نارنجی را «دستگیر کرد»

وب‌سایت نارنجی که در حوزه تکنولوژی و وب فعالیت دارد، سه‌شنبه اعلام کرد که ۷ نفر از اعضای تحریریه و تیم فنی‌اش «به دلایل نامعلوم» در کرمان از سوی سپاه پاسداران انقلاب اسلامی دستگیر شده‌اند. وب‌سایت نارنجی وب‌سایت شنا‌خته‌‌شده‌ای در حوزه فن‌آوری اطلاعات و مسایل مربوط به وب و نوآوری‌های تکنولوژی ارتباطات است و در داخل ایران فعالیت دارد. دویچه وله فارسی، بی‌بی‌سی فارسی
- دادگاه اتهام قتل عمد ستار بهشتی را نپذیرفت

## ۴ دسامبر۲۰۱۳
- «فرمانده ارشد» حزب‌الله لبنان ترور شد

حسان اللقیس از اعضای ارشد گروه حزب‌الله لبنان در منطقه‌ای در جنوب بیروت ترور شد. اطلاعیه حزب‌الله حاوی جزئیاتی در مورد نحوه کشته‌شدن حسان اللقیس نیست، اما در آن آمده است که «دشمن اسرائیلی متهم مستقیم و اصلی این حمله تروریستی است». بی‌بی‌سی فارسی
- بازی چوگان به نام جمهوری آذربايجان ثبت جهانی شد

## ۵ دسامبر۲۰۱۳
- گزارش تفحص از تأمین اجتماعی: «نمایندگان مجلس از مرتضوی هدیه گرفته‌اند»

گزارش مجلس ایران از عمل‌کرد سازمان تامین اجتماعی موارد متعددی از فساد اداری، اختلاس و عدم شفافیت را شامل می‌شود. بخشی از این گزارش به عمل‌کرد سعید مرتضوی و «معاملات غیرقانونی» سازمان تامین اجتماعی با بابک زنجانی مربوط است. هیئت تحقیق و تفحص از سازمان تأمین اجتماعی در گزارش خود فاش ساخته که ۳۷ نماینده مجلس از سعید مرتضوی، مدیرعامل وقت سازمان «هدیه مالی» دریافت کرده‌اند. مقامات ارشد دولت محمود احمدی‌نژاد از جمله محمدرضا رحیمی، معاون اول رئیس‌جمهور، عبدالرضا شیخ الاسلامی، معاون وقت اجتماعی رئیس‌جمهور و اسدالله عباسی، سرپرست وقت وزارت تعاون و مدیران برخی رسانه‌ها از جمله روزنامه آرمان، خبرگزاری‌های ایرنا و موج در فهرست دریافت‌کنندگان رشوه آمده‌است. دویچه وله فارسی، بی‌بی‌سی فارسی
- آمریکا می‌گوید به حمایت از حقوق بشر در ایران ادامه می‌دهد

## ۶ دسامبر۲۰۱۳
- گروه‌بندی جام جهانی ۲۰۱۴، ایران رقیب آرژانتین، نیجریه و بوسنی‌هرزگوین شد

قرعه‌کشی گروه‌بندی جام جهانی ۲۰۱۴ برزیل با حضور نمایندگان کشورهای شرکت‌کننده و شماری از بازیکنان مطرح فعلی و سابق فوتبال انجام شد. مطابق این قرعه‌کشی تیم ملی فوتبال ایران در گروه ششم بازی‌ها (گروه F) با آرژانتین، نیجریه و بوسنی‌هرزگوین رقابت خواهد کرد. بی‌بی‌سی فارسی، دویچه وله فارسی
- نلسون ماندلا درگذشت

نلسون ماندلا، رئیس‌جمهور پیشین آفریقای جنوبی، رهبر جنبش علیه آپارتاید و برنده جایزه صلح نوبل در سن ۹۵ سالگی در منزلش در ژوهانسبورگ درگذشت. نلسون ماندلا بخاطر نقش‌اش در مبارزه علیه آپارتاید و عضویت در کنگره ملی آفریقا به مدت ۲۷ سال زندانی سیاسی بود. با برچیده‌شدن آپارتاید، وی به عنوان اولین رئیس‌جمهور سیاه‌پوست آفریقای جنوبی انتخاب شد و از سال ۱۹۹۴ به مدت ۵ سال این سمت را بر عهده داشت. نلسون ماندلا به عفونت ریوی مبتلا بود و تحت مراقبت‌های پزشکی ویژه قرار داشت. قرار است که برای نلسون ماندلا مراسم تدفین ملی برگزار شود. به دستور دولت، پرچم‌ها در آفریقای جنوبی به حالت نیمه افراشته درآمده است. بی‌بی‌سی فارسی، خبرامروزیورونیوز فارسی
لحظه به لحظه با واکنش‌ها به مرگ نلسون ماندلا (بی‌بی‌سی فارسی)
- فرانسه به جمهوری آفریقای مرکزی نیرو اعزام می‌کند

## ۷ دسامبر۲۰۱۳
- مرگ ۳۰۰ نفر در خشونت میان مسلمانان و مسیحیان در جمهوری آفریقای مرکزی

## ۸ دسامبر۲۰۱۳
- اوباما: «درخواست از بین‌بردن برنامه هسته‌ای ایران واقع‌بینانه نیست»

باراک اوباما، رئیس‌جمهور ایالات متحده آمریکا در سخنانی در انجمن سابان که یک اتاق‌فکر اسرائیلی در واشینگتن، دی. سی. است، بار دیگر از توافق موقت ژنو بر روی برنامه هسته‌ای ایران دفاع کرد و گفت ایده برچیدن کامل امکان غنی‌سازی اورانیوم و از بین‌بردن تاسیسات هسته‌ای ایران اساسا واقع‌گرایانه نیست. به گفته رئیس‌جمهور آمریکا، توافق هسته‌ای با ایران باید به این کشور امکان بهره‌گیری صلح‌آمیز از فن‌آوری هسته‌ای را بدهد. او گفت باید راهی جلوی پای ایرانی‌ها گذاشته شود که «کرامت» آنان حفظ شود. دویچه وله فارسی، بی‌بی‌سی فارسی
- تداخل محدوده دفاع هوایی جدید کره‌جنوبی و چین

## ۹ دسامبر۲۰۱۳
- پلیس اوکراین چادرهای معترضان را از مقابل ساختمان‌های دولتی جمع کرد

ساعاتی پیش از پایان اولتیماتوم دولت، نیروهای پلیس اوکراین بخشی از سنگرهای خیابانی معترضان در حوالی میدان استقلال در«محله دولت» را برچیدند. حمله پلیس بدون درگیری انجام شد. این منطقه مقر دولت و پارلمان اوکراین است‌، در چند روز گذشته در محاصره نیروهای غیر مسلح اپوزیسیون بود. در همین حال کاترین اشتون، هماهنگ‌کننده ارشد سیاست خارجی اتحادیه اروپا به کیف سفر می‌کند. او قرار است به عنوان میانجی‌گر با نمایندگان دولت و نیروهای اپوزیسیون اوکراین ملاقات کند. دویچه وله فارسی، بی‌بی‌سی فارسی، یورونیوز فارسی
- رئیس‌جمهور آلمان المپیک سوچی را بایکوت کرد

یوآخیم گاوک، رئیس‌جمهو آلمان اعلام کرد که تصمیم‌گرفته است تا در بازی‌های المپیک زمستانی سوچی که در ماه فوریه ۲۰۱۴ میلادی برگزار می‌شود، شرکت نکند. وی علت تصمیم خود را نقض حقوق بشر و سرکوب مخالفان سیاسی در روسیه عنوان کرده است. روسیه به ویژه به دلیل تصویب قوانینی علیه همجنس‌گرایان مورد انتقاد شدید گروه‌های حقوق بشری است. یورونیوز فارسی، دویچه وله فارسی
- پارلمان تایلند منحل شد؛ انتخابات جدید برگزار می‌شود

یینگ‌لاک شیناواترا، نخست‌وزیر تایلند، صبح روز دوشنبه (۹ دسامبر/۱۸ آذر) پارلمان تایلند را منحل کرد و تصمیم خود برای انحلال پارلمان و برگزاری انتخابات جدید را به پادشاه تایلند اطلاع داد تا او آن را تایید کند. نخست‌وزیر تایلند گفت که باید هر چه زودتر انتخابات جدید برگزار شود. او در عین‌حال تاکید کرد که دولت کنونی تا زمان برگزاری انتخابات جدید بر سر کار خواهد بود. وی تاکید کرد که انحلال پارلمان یک روش معمول در سیستم‌های دموکراتیک در سراسر جهان است. دویچه وله فارسی، یورونیوز فارسی، بی‌بی‌سی فارسی
- توصیه به گردشگران خارجی در ایران: «قرص ضد ادرار مصرف کنید»

## ۱۰ دسامبر۲۰۱۳
- سعید مرتضوی اسامی نمایندگان «دریافت‌کننده هدیه» از تامین اجتماعی را به مجلس فرستاد

سعید مرتضوی، مدیرعامل پیشین سازمان تأمین اجتماعی ایران در نامه‌ای به رئیس کمسیون اصل ۹۰، اسامی و مشخصات نمایندگانی را که از این سازمان «دریافتی داشته‌اند» را ارائه کرده است. در این نامه تعداد نمایندگان «دریافت‌کننده هدیه» از تامین اجتماعی، بیشتر از رقم ۳۷ نماینده‌ای است که در گزارش تحقیق و تفحص مجلس به آن اشاره شده بود. سعید مرتضوی در نامه‌ای سرگشاده تعداد نمایندگانی که از این سازمان در طول مدیریت وی پرداختی داشته‌اند را در سه مورد، ۱۴۳ نفر، ۷۵ نفر و ۶۷ نفر اعلام کرده است. او هم‌چنین محل مبالغ پرداختی را «از محل بودجه غیرشمولِ در اختیار مدیرعامل» عنوان کرده است.  بی‌بی‌سی فارسی
- ارتش سوریه کنترل راه ارتباطی حمص به دمشق را به دست گرفت

از سوریه گزارش‌شده که نیروهای دولتی توانسته‌اند کنترل راه ارتباطی بین دمشق، پایتخت این کشور و شهر حمص را به دست آورند. هم‌چنین گزارش شده که ارتش سوریه توانسته بخش‌های گسترده‌ای از شهر نبک را به تصرف خود درآورد. نبک در در هشتاد کیلومتری شمال دمشق و در نزدیکی این راه ارتباطی قرار دارد. جاده مورد بحث از این جهت اهمیت ویژه دارد که به جز سوخت‌رسانی به پایتخت، راهی است که از طریق آن سلاح‌های شیمیایی دولت سوریه به ساحل مدیترانه برده می‌شود تا بار کشتی شوند. بی‌بی‌سی فارسی
- دو رسانه دولتی روسیه به فرمان پوتین در یکدیگر ادغام می‌شوند

## ۱۱ دسامبر۲۰۱۳
- مراسم یادبود نلسون ماندلا با حضور رهبران جهان برگزار شد

ده‌هزار نفر از مردم آفریقای جنوبی در کنار ده‌ها رهبر کشورهای جهان در مراسم یادبود ملی نلسون ماندلا، نخستین رئیس‌جمهور سیاه‌پوست این کشور و رهبر مبارزه با آپارتاید شرکت کردند. این مراسم در ورزشگاه اف‌ان‌بی شهرک سووتو در حومه شهر ژوهانسبورگ در حالی برگزار شد که باران می‌بارید. گزارش شده است که سخنرانی باراک اوباما با تشویق چشم‌گیری روبه‌رو شد و پس از آن عده زیادی از حاضران، ورزشگاه را رفته‌رفته ترک کردند. خاک‌سپاری رسمی نلسون ماندلا روز یک‌شنبه در قونو، روستای زادگاه آقای ماندلا در کیپ شرقی برگزار می‌شود. بی‌بی‌سی فارسی، دویچه وله فارسی، یورونیوز فارسی
- فروش و تولید ماریجوآنا در اوروگوئه آزاد شد

اوروگوئه نخستین کشور جهان شد که فروش و تولید ماری‎جوانا را قانونی کرد. رییس جمهور خوزه موهیکا پیشگام این اقدام به منظور مبارزه با صنعت غیرقانونی مواد مخدر بود که به بخش‌هایی از اوروگوئه خسارت زده است. پارلمان این کشور با ۱۶ رای در برابر ۱۳ رای در عصر سه شنبه این قانون را تصویب کرد. RT، دویچه وله فارسی
- تابعیت مصری برای شهناز پهلوی، نخستین فرزند شاه سابق ایران

## ۱۲ دسامبر۲۰۱۳
- رئیس‌جمهوری روسیه خواهان تقویت حضور نظامی روسیه در قطب شمال شد

ولادیمیر پوتین، رئیس‌جمهوری روسیه به فرماندهان نظامی این کشور دستور داد که تقویت حضور نظامی روسیه در قطب شمال باید در اولویت استراتژیک این کشور قرار گیرد. رئیس‌جمهوری روسیه با اشاره به احیا یک پایگاه هوایی در جزایر نووسیبیرسک که بیش از بیست سال متروکه شده‌بود، از مقامات نظامی این کشور تقدیر کرد. ولادیمیر پوتین  گفت که روسیه باید به هر وسیله‌ ممکن، از منافع ملی خود در قطب شمال دفاع کند. کانادا و دانمارک بر این منطقه که سرشار از منابع طبیعی است، ادعای مالکیت دارند. بی‌بی‌سی فارسی
- عبدالقادر ملا، از رهبران جماعت اسلامی بنگلادش اعدام شد

عبدالقادر ملا، از رهبران جماعت اسلامی بنگلادش پس از تایید حکم توسط دادگاه عالی بنگلادش اعدام شد. او به ایفای نقش در جنایات جنگی صورت‌گرفته در جنگ آزادی‌بخش بنگلادش متهم شده‌بود. به روایت رسمی، نزدیک به سه میلیون بنگلادشی در جنگ سال ۱۹۷۱ که منجر به جدایی بنگلادش و استقلال آن از پاکستان شد، کشته شدند. اما برخی از محققان مستقل می‌گویند که این رقم بالغ بر ۵۰۰ هزار نفر می‌شود. بی‌بی‌سی فارسی
- همجنس‌گرایی در هند بار دیگر جرم اعلام شد

دادگاه عالی هند در حکمی تاکید کرده‌است که قانونی که روابط جنسی همجنس‌گرایان را غیرقانونی می‌داند، هم‌چنان به قوت خود باقی‌است. دادگاهی عالی در دهلی، در سال ۲۰۰۹ میلادی، رای به لغو ممنوعیت رفتارهای همجنس‌گرایانه داده بود. بر اساس قوانین جزایی هند به «پاراگراف ۳۷۷» که بیش از ۱۵۰ سال پیش و در دوران استعمار بریتانیا بر هند وضع شده بود، روابط جنسی بین دو فرد همجنس «تخلف بر خلاف نظم طبیعت» محسوب و برای آن مجازات ۱۰ سال زندان پیش‌بینی شده‌است. بی‌بی‌سی فارسی، دویچه وله فارسی
- فیلم گذشته اصغر فرهادی نامزد جایزه گلدن گلوب شد

## ۱۳ دسامبر۲۰۱۳
- شوهر عمه رهبر کره شمالی اعدام شد

خبرگزاری رسمی کره شمالی اعلام کرده است که جَنگ سونگ تِک، یکی از بانفوذ‌ترین دولت‌مردان و از اعضای کمیته مرکزی حزب کمونیست کارگری و شوهر عمه کیم جونگ اون رهبر این کشور که اخیرا به اتهام «اعمال مجرمانه» از تمام مسئولیت‌های خود خلع شده بود، به جرم «تلاش برای براندازی رژیم» توسط دادگاهی نظامی «خائن» و «پَست‌تر از سگ» شناخته شده و حکم اعدام او بلادرنگ  به اجرا گذاشته شد. جَنگ سونگ تِک معمولا در کنار کیم جونگ اون رهبر کره شمالی دیده می‌شد و بسیاری او را قدرت اصلی پشت سر رهبری می‌دانستند. بی‌بی‌سی فارسی ۱، بی‌بی‌سی فارسی ۲، صدای آمریکا،  دیلی میل (انگلیسی)
- خبرگزاری آسوشیتدپرس: «رابرت لوینسون در ایران برای سیا اطلاعات جمع می‌کرد»

## ۱۴ دسامبر۲۰۱۳
- ایران قرارداد ساخت خط لوله گاز به پاکستان را به حال تعلیق درآورد

بیژن نامدار زنگنه، وزیر نفت ایران، توافق ساخت خط لوله انتقال گاز ایران به پاکستان را «معلق» کرده است. وزیر نفت ایران گفته است که «تا زمانی که هند و چین نخواهند بخشی از این پروژه باشند، احداث این خط لوله برای ایران توجیه اقتصادی ندارد».  بنابر آن قرارداد، انتظار می‌رفت که ایران برای ساخت این خط لوله مبلغی بالغ بر ۲۵۰ تا ۵۰۰ میلیون دلار وام به پاکستان بپردازد. بی‌بی‌سی فارسی، دویچه وله فارسی
- مجلس نمایندگان افغانستان کرسی پیشنهاد شده به اقلیت هندو و سیک را رد کرد

## ۱۵ دسامبر۲۰۱۳
- نلسون ماندلا در روستای خانوادگی‌اش دفن شد

مراسم تشییع جنازه و تدفین نلسون ماندلا، رهبر جنبش مبارزه با آپارتاید و رئیس‌جمهور پیشین آفریقای جنوبی در قونو، روستای خانوادگی‌اش با تشریفات کامل نظامی برگزار شد. حدود ۴۵۰۰ نفر، از جمله هیئت‌های نمایندگی کشورهای خارجی، در این مراسم شرکت داشتند. آقای ماندلا روز ۵ دسامبر در سن ۹۵ سالگی درگذشت. بی‌بی‌سی فارسی
- ماه‌نورد چینی بر سطح ماه به حرکت درآمد

ماه‌نورد بدون‌سرنشین چینی موسوم به «خرگوش یشمی» که دوازده روز قبل با موشک لانگ مارچ ۳ بی از شیچانگ در جنوب چین به سمت ماه پرتاب شده بود، پس از نشستن بر نیم‌کره شمالی ماه در یک دشت آتشفشانی موسوم به «سینوس ایریدوم» (خلیج رنگین کمان‌ها) به حرکت درآمد. این فرود موفقیت‌آمیز، جدیدترین گام بلندپروازانه برنامه فضایی چین است. بی‌بی‌سی فارسی، دویچه وله فارسی
- لغو طرح ساخت «بزرگ‌ترین کازینوی اروپا» در اسپانیا

طرح ۳۰ میلیارد دلاری احداث یکی از بزرگ‌ترین کازینوهای جهان و تفریحات حاشیه‌ای آن در حومه شهر مادرید که قرار بود توسط شرکت لاس‌وگاس سَندز اجرا شود، به دلیل درخواست‌های این شرکت و مخالفت دولت مرکزی اسپانیا با شروط لغو شد. این طرح که «یورو وگاس» نام گرفته بود توسط شلدون ادلسون پیشنهاد شده بود. به نظر می‌رسد که این شرکت آمریکایی برای سرمایه‌گذاری و اجرای این طرح به‌حدی در شروط و خواست‌های خود زیاده‌روی کرده بود که در نهایت دولت مرکزی اسپانیا آن را برخلاف قانون اساسی و مقررات اتحادیه اروپا تشخیص داد. بی‌بی‌سی فارسی، نیویورک تایمز (انگلیسی)
- پیتر اوتول بازیگر ایرلندی، درگذشت

## ۱۶ دسامبر۲۰۱۳
- میشل باشله بار دیگر رئیس‌جمهور شیلی شد

میشل باشله نامزد احزاب چپ‌گرای شیلی با اختلاف زیادی بر رقیبش اِوِلین ماتئی پیروز و برای دومین‌بار رئیس‌جمهور شیلی شد. به این ترتیب خانم باشله پس از ژنرال آگوستو پینوشه اولین کسی است که بیش از یک‌دوره به ریاست جمهوری شیلی رسیده است. خانم باشله که ۶۲ سال دارد پزشک متخصص کودکان است. او نامزد حزب سوسیالیست بود و در این انتخابات رهبری ائتلاف چپ، هم‌راه با احزاب دمکرات مسیحی و کمونیست، را بر عهده داشت. بی‌بی‌سی فارسی، یورونیوز فارسی
- معرفی رسمی کابینه؛ آلمان نخستین وزیر دفاع زن خود را شناخت

اعضای هیئت دولت آلمان رسما توسط آنگلا مرکل معرفی شدند. همان‌طور که پیشتر خبر آن منتشر شده بود، برای نخستین بار یک زن در رأس وزارت دفاع آلمان قرار می‌گیرد. در دولت جدید هم‌چنین برای نخستین‌بار یک زن ترک‌تبار حضور خواهد داشت. دویچه وله فارسی
- افتتاح راه‌آهن سریع‌السیر میان پاریس و بارسلون

## ۱۷ دسامبر۲۰۱۳
- بزرگترین درخواست کمک در تاریخ سازمان ملل؛ شش و نیم میلیارد دلار برای سوریه

سازمان ملل متحد برای سوریه درخواست شش و نیم میلیارد دلار کمک کرده که در تاریخ شصت و هشت ساله این سازمان بی‌سابقه است. سازمان ملل تخمین می‌زند در سال ۲۰۱۴ میلادی، تقریبا هفتاد و پنج درصد جمعیت ۲۲.۴ میلیون نفری سوریه به کمک‌های بین‌المللی نیازمند خواهند بود. در بیش از دو سالی که از جنگ داخلی سوریه می‌گذرد، حدود صد هزار نفر کشته شده‌اند و بیش از دو میلیون سوری به کشورهای همسایه از جمله ترکیه، اردن و لبنان گریخته‌اند. بی‌بی‌سی فارسی، دویچه وله فارسی
- وزیر ارشاد ایران: «۷۱ درصد مردم تهران ماهواره می‌بینند»

## ۱۸ دسامبر۲۰۱۳
- امتیاز کلان مالی مسکو برای بازداشتن اوکراین از نزدیکی به اتحادیه اروپا

روسیه در حرکتی برای نزدیکی بیشتر به اوکراین، نرخ گاز صادراتی خود به کی‌یف را به یک سوم رسانده و گفته میلیاردها دلار از سهام‌های دولتی اوکراین را خریداری می‌کند. اوکراین به واردات گاز از روسیه به شدت وابسته است و ۱۷ میلیارد دلار بدهی معوقه به آن کشور دارد. مسکو خواهان عدم پیوستن اوکراین به اتحادیه اروپا و در عوض پیوستن کی‌یف به اتحادیه گمرکی است که کرملین رهبری آن را برعهده دارد. بی‌بی‌سی فارسی، یورونیوز فارسی
- ایالت باواریا در آلمان تجدید چاپ کتاب مشهور هیتلر را لغو کرد

## ۱۹ دسامبر۲۰۱۳
- ویکی‌پدیای فارسی ده ساله شد

ویکی‌پدیای فارسی ده ساله شد. به این مناسبت، صفحه‌ای مخصوص ویکی‌پدیا:ده‌سالگی ویکی‌پدیای فارسی ایجاد شده است و شما نیز می‌توانید پیام‌های خود را در این رابطه بنویسید!
- توصیه گروه ویژه تحقیق به اوباما برای محدودکردن برنامه‌های جاسوسی ان‌اس‌ای

گروه ویژه پنج‌نفره‌ای که باراک اوباما، رئیس‌جمهور ایالات متحده آمریکا برای بررسی فعالیت‌های آژانس امنیت ملی آمریکا تشکیل داده بود، به وی توصیه کرده است که این سازمان، گردآوری فله‌ای اطلاعات را متوقف کند. این گروه هم‌چنین توصیه کرده است که اطلاعات تلفنی شهروندان فقط در صورتی گردآوری شود که با حکم دادگاه تجسس اطلاعاتی خارجی (FCIS) صورت بگیرد و این گردآوری اطلاعات با تحقیقات بین‌المللی مشخصی درباره تروریسم مرتبط باشد و وسعت آن هم «معقول» باشد. گزارش این گروه روز چهارشنبه ۱۸ دسامبر، در ۳۰۸ صفحه منتشر شد. بی‌بی‌سی فارسی، دویچه وله فارسی
- نشست رهبران اتحادیه اروپا برای تشکیل اتحادیه بانکی

رهبران ۲۸ کشور عضو اتحادیه اروپا، امروز با هدف تشکیل یک «اتحادیه بانکی» در بروکسل دور هم می‌آیند تا در نشستی دو روزه به تثبیت اقتصاد اروپا بپردازند. اتحادیه اروپا امیدوار است تا با تشکیل اتحادیه بانکی و اختصاص سرمایه ۵۵ میلیارد دلاری در طول ۱۰ سال، نظارت واحدی بر بانک‌های کشورهای عضو اعمال شود تا از تکرار بحران اقتصادی که چند کشور حوزه پولی یورو را فرا گرفت، جلوگیری شود. یورونیوز فارسی
- ترکیه برای دومین سال متوالی بزرگ‌ترین زندان روزنامه‌نگاران شد

## ۲۰ دسامبر۲۰۱۳
- افشاگری تازه اسنودن: «جاسوسی از یک نخست‌وزیر اسرائیل»

اسناد تازه‌ای که ادوارد اسنودن، پیمانکار سابق آژانس امنیت ملی ایالات متحده آمریکا در اختیار روزنامه‌های گاردین، نیویورک‌تایمز و مجله آلمانی اشپیگل گذاشته، ابعاد جدیدی از عملیات تجسس سازمان‌های اطلاعاتی و جاسوسی آمریکا و بریتانیا را فاش کرده است. بر اساس این اسناد مقام‌های اسرائیلی، ادارات دولتی آلمان و همین‌طور بعضی مسئولان نهادهای اتحادیه اروپا، سران کشورهای آفریقایی و گاهی اعضای خانواده‌های آن‌ها و هم‌چنین مدیران نهادهای سازمان ملل متحد از اهداف جاسوسی بوده‌اند. بر اساس تاریخ اسناد که به سال ۲۰۰۹ میلادی، برمی‌گردد، نخست‌وزیر مورد اشاره اسرائیلی «ایهود اولمرت» بوده است. بی‌بی‌سی فارسی
- اوباما تحریم احتمالی ایران در سنا را «وتو خواهد کرد»

جی کارنی، سخنگوی کاخ سفید به خبرنگاران گفت که دولت ایالات متحده بارها به اعضای کنگره آمریکا گفته است که مقطع کنونی وقت مناسبی برای تحریم‌های جدید نیست. وی تاکید کرد که اگر سنای آمریکا تحریم‌های جدیدی را علیه ایران به تصویب برساند باراک اوباما، رئیس‌جمهور، مصوبه سنا را «وتو» خواهد کرد. این در حالی‌ست که ۲۶ سناتور آمریکایی طرحی را برای تحریم بیشتر صنعت نفت ایران آماده کرده‌اند. سناتورهای ارشد دموکرات و جمهوری‌خواه در میان امضاکنندگان این طرح هستند. در عین حال ۱۰ نفر از روسای کمیته‌های سنا با تصویب تحریم‌های جدید مخالفت کرده‌اند. بی‌بی‌سی فارسی، دویچه وله فارسی
- پارلمان اوگاندا برای همجنس‌گرایی مجازات حبس‌ابد تعیین کرد

براساس طرحی که در پارلمان اوگاندا به تصویب رسیده، برای ارتباط جنسی بین افراد همجنس‌گرا، مجازات زندان شامل «حبس‌ابد» پیش‌بینی شده است. در این طرح، کسانی هم که اطلاعات خود از وجود چنین رابطه‌ای را به مقامات گزارش نکنند، به اقدام مجرمانه محکوم می‌شوند. جامعه اوگاندا یک جامعه به‌شدت محافظه‌کار است و پارلمان آن کشور به‌تازگی، لایحه منع پورنوگرافی را تصویب کرد که براساس آن، پوشیدن دامن کوتاه و استفاده از موسیقی و فیلم مرتبط با مسایل جنسی هم ممنوع شده است. مدافعان حقوق بشر در اوگاندا مصوبه‌های جدید پارلمان را به عنوان نشانه‌هایی از ترویج تعصب و تبعیض محکوم کرده‌اند. بی‌بی‌سی فارسی
- «ارعاب دولتی» با آدم‌ربایی در سوریه

## ۲۱ دسامبر۲۰۱۳
- اردوغان سفرای خارجی را تهدید به اخراج از ترکیه کرد

با بالا گرفتن تنش‌ها بر سر بحران سیاسی در ترکیه در جریان تحقیقات درباره فساد دولتی، رجب طیب اردوغان، نخست وزیر، هشدار داده که ممکن است بعضی سفرای خارجی را به دلیل «اقدام‌های تحریک‌آمیز» اخراج کند. به گزارش خبرگزاری فرانسه، آقای اردوغان در این اظهارات هشدارآمیز به صورت غیر مستقیم، فرانسیس ریکاردونه، سفیر آمریکا در آنکارا را تهدید کرده است. این در حالی‌ست  که ۱۶ تن از دستگیرشدگان پرونده بزرگ فساد و اختلاس مالی ترکیه رسما تفهیم اتهام شدند. پسران وزرای اقتصاد و کشور و هم‌چنین مدیرعامل بانک دولتی «هالک‌بانک» (بانک خلق) از جمله این افرادند. بی‌بی‌سی فارسی، دویچه وله فارسی
- سقوط بی‌سابقه ارزش لیر ترکیه در پی بحران فساد مالی

در پی بروز بحران سیاسی در اقتصاد ترکیه، ارزش لیر ترکیه در برابر دلار آمریکا به پایین‌ترین حد در سال‌های اخیر رسید. رجب طیب اردوغان، نخست‌وزیر ترکیه تلاش کرده تا با تصفیه فرماندهی نیروهای ارشد پلیس از جمله حسین کاپکین، فرمانده پلیس استانبول با بحرانی که ان را «توطئه‌ای خارجی برای مخدوش کردن اعتبار خود» و «ایجاد دولتی درون دولت» خوانده، مقابله کند. واحد جرایم سازمان‌یافته پلیس استانبول در عملیاتی ضربتی گروهی از تاجران بزرگ نزدیک به اردوغان و نیز فرزندان دو تن از وزرای کابینه اردوغان و یک تاجر ایرانی‌الاصل به نام رضا ضراب را به جرم «فساد گسترده مالی» و «انتقالات بانکی میلیاردها دلار خارج از ضابطه به ایران» بازداشت کرد. دویچه وله فارسی ۱، دویچه وله فارسی ۲، بی‌بی‌سی فارسی ۱، بی‌بی‌سی فارسی ۲، بی‌بی‌سی فارسی ۳، بی‌بی‌سی فارسی ۴، یورونیوز فارسی ۱، یورونیوز فارسی ۲
- دادگاه عالی کانادا قوانین ضد روسپی‌گری را رد کرد

## ۲۲ دسامبر۲۰۱۳
- پلیس بنگلادش تعدادی را در آتش‌سوزی یک تولیدی پوشاک در پایتخت متهم کرد

پلیس بنگلادش ۱۳ نفر را در رابطه با پرونده آتش‌سوزی در کارخانه لباس‌دوزی تزرین در حومه داکا متهم کرد، در این حادثه بیش از ۱۰۰ کارگر در آتش سوختند. براساس گزارش پلیس، دلوار حسین و همسرش محموده اختر، از صاحبان کارخانه و هم‌چنین تعدادی از مدیران و نگهبانان ساختمان از جمله افرادی هستند که در ارتباط با این حادثه متهم شده‌اند. بنگلادش یکی از بزرگترین تولیدکنندگان پوشاک در دنیاست و تولیدات این کشور در بازار کشورهای غربی به فروش می‌رسد، اما وضعیت نامساعد کارگران این صنعت چه از نظر حقوق و دستمزد و چه از نظر ایمنی کار همیشه مورد اعتراض فعالان کارگری و سازمان‌های حقوق بشری بوده است. بی‌بی‌سی فارسی
- مقامات ایران از ملاقات هیات پارلمانی اروپا با ستوده و پناهی انتقاد کردند

## ۲۳ دسامبر۲۰۱۳
- سنای آمریکا با صدور قطع‌نامه‌ای خواستار آزادی زندانیان عقیدتی بهائی در ایران شد

سنای ایالات متحده آمریکا با صدور قطع‌نامه‌ای که با موافقت تمامی نمایندگان و بدون رای مخالف تصویب شد، خواستار آزادی زندانیان عقیدتی بهائی در ایران و به رسمیت شناختن حقوق اقلیت‌های دینی به عنوان یکی از ارکان اصلی حقوق بشر توسط دولت ایران شد. سنای آمریکا طی این قطع‌نامه‌ای خواستار آزادی هرچه سریع‌تر هفت نفر از رهبران دین بهائی و ۱۲ معلم بهائی شد، که در این کشور زندانی هستند. مجلس نمایندگان و سنای آمریکا در گذشته نیز نقض حقوق اقلیت‌های بهائی در ایران را محکوم کرده بودند. دویچه وله فارسی
- کشته‌شدن بیش از چهل نفر بر اثر بمباران هوایی در حلب

بمباران هوایی شهر حلب در سوریه بوسیله بمب‌های بشکه‌ای به کشته‌شدن دست‌کم چهل و دو نفر منجر شد. نیروهای دولتی هوادار بشار اسد برای هشتمین روز پیاپی، به مناطقی از این شهر که در دست مخالفان است، حمله بردند. فعالان سوری می‌گویند که بالگردهای ارتش سوریه، بشکه‌هایی پر از ماده منفجره تی‌ان‌تی را بر این مناطق فرو انداخته‌اند. حلب بزرگ‌ترین شهر سوریه است. بی‌بی‌سی فارسی
- کاشف گنجینه طلاتپه درگذشت

## ۲۴ دسامبر۲۰۱۳
- تحقیق درباره «جنایت علیه بشریت» در سودان جنوبی

بان کی‌مون، دبیرکل سازمان ملل متحد نسبت به خشونت‌های سودان جنوبی هشدار داد. وی تاکید کرد که موارد نقض حقوق بشر در سودان جنوبی بررسی خواهد شد و کسانی که مسئول «جنایت علیه بشریت» باشند، باید پاسخگوی اعمال‌شان باشند. شورشیانی که گفته می‌شود از حامیان معاون سابق رئیس‌جمهوری سودان جنوبی هستند، شهرهای اصلی را اشغال کرده‌اند و ده‌ها هزار نفر از موج خشونت‌ها گریخته‌اند. سالوا کی‌یر که عضو قبیله دینکا است، در ماه ژوئییه معاون خود، ریک ماکار را که از قبیله نوئر است را از کار برکنار کرد. نگرانی‌ها از این است که رقابت شخصی میان رئیس‌جمهوری و معاون سابق‌اش به یک جنگ داخلی تمام‌عیار میان دو قبیله بدل شود. بی‌بی‌سی فارسی، دویچه وله فارسی، یورونیوز فارسی
- ملکه بریتانیا ریاضی‌دان همجنس‌گرا را عفو کرد

الیزابت دوم، ملکه بریتانیا با امضای قانونی، آلن تورینگ، از پایه‌گذاران علوم رایانه، منطق‌دان، رمزنگار و متخصص کشف رمز و مخترع «ماشین تورینگ» را عفو کرد. آلن تورینگ به دلیل علنی‌شدن روابط همجنس‌گرایانه در بریتانیا به مجازات کیفری محکوم شده بود، حال این پژوهش‌گر برجسته بریتانیایی شصت سال پس از مرگ، مشمول بخشودگی شده‌است. قوانین بریتانیا در آن زمان، هم‌چنان همجنس‌گرایی را جرم و قابل تعقیب می‌دانست و برای آن مجازات کیفری در نظر گرفته بود. پس از محکومیت قضایی، آلن تورینگ با انتخاب بین زندان یا معالجه پزشکی برای «درمان انحراف جنسی» خود مواجه شد و مجازات دوم را انتخاب کرد. این مجازات شامل یک دوره درمان با هورمون برای سرکوب میل جنسی بود. بی‌بی‌سی فارسی
- مخترع سلاح کلاشنیکوف درگذشت

## ۲۵ دسامبر۲۰۱۳
- دولت مصر اخوان‌المسلمین را «گروه تروریستی» اعلام کرد

دولت موقت تحت حمایت ارتش در مصر، اخوان‌المسلمین را یک «گروه تروریستی» اعلام کرد. دولت مصر هم‌چنین هرگونه تظاهرات اعتراضی که توسط این گروه سازماندهی شود، را «غیرقانونی» اعلام کرد. در روزهای گذشته به ویژه بعد از بمب‌گذاری در شعبه سازمان امنیت مصر در شهر منصوره، بعضی از مقام‌های این کشور از اخوان المسلمین با عنوان «تروریستی» نام برده بودند، اما اکنون با تصمیم دولت مصر، این عنوان رسمیت یافته است. اخوان‌المسلمین این اقدام دولت مصر را به شدت محکوم کرده و آن را «تصمیمی بی‌ارزش» از سوی «دولتی غیرقانونی» خوانده است. بی‌بی‌سی فارسی
- نخست‌وزیر پیشین مصر در «بیابان‌های اطراف قاهره» دستگیر شد

بنا بر اعلام وزارت کشور مصر، هاشم قندیل، نخست‌وزیر سابق مصر در دوران تصدی محمد مرسی، در بیابان‌های حومه قاهره دستگیر شده است. گفته‌شده که وی قصد فرار به سودان را داشته است. دویچه وله فارسی
- طرح الزام دولت ایران به غنی‌سازی ۶۰ درصدی اورانیوم

## ۲۶ دسامبر۲۰۱۳
- پرونده فساد دولتی ترکیه؛ اردوغان ۱۰ وزیر جدید معرفی کرد

رجب طیب اردوغان، نخست‌وزیر ترکیه برای ۱۰ وزارت‌خانه این کشور وزرای جدید معرفی کرد. پس از آن دست به این تغییر گسترده در کابینه‌اش زد که صبح روز چهارشنبه سه وزیر در جریان تحقیق درباره یک پرونده فساد اداری مرتبط با نقض تحریم‌های ایران از سمت‌هایشان استعفا کردند. ناظران در ترکیه می‌گویند این تغییر در کابینه تلاشی از جانب رجب طیب اردوغان برای نشان دادن قدرت سیاسی خود است. بی‌بی‌سی فارسی، یورونیوز فارسی، دویچه وله فارسی
- بیش از پانصدهزار خانوار آمریکایی و کانادایی در بی‌برقی

## ۲۷ دسامبر۲۰۱۳
- آمریکا «برای مبارزه با القاعده» به عراق موشک و پهپاد می‌دهد

ایالات متحده آمریکا تایید کرده است که ۷۵ موشک هِل‌فایر (Hellfire) و ۱۰ پهپاد اسکن‌ایگل (ScanEagle) به عراق می‌دهد تا به «مبارزه با القاعده» کمک کند. اخیرا حضور گروه‌های مرتبط با القاعده در نواحی مرزی عراق با سوریه تقویت شده است. به گفته مقامات دو کشور، ۷۵ موشک هوا به زمین هفته گذشته به عراق فرستاده شده است. محموله‌ای از هواپیماهای تجسسی بدون‌سرنشین هم قرار است در ماه‌های آینده به عراق فرستاده شود. بی‌بی‌سی فارسی، دویچه وله فارسی
- اسرائیل به‌رغم هشدارها، به شهرک‌سازی ادامه می‌دهد

دولت اسرائیل در نظر دارد هم‌زمان با آزادی گروه سوم زندانیان فلسطینی، اطلاعیه ساخت شهرک‌های یهودی‌نشین در کرانه غربی رود اردن و شرق اورشلیم را منتشر کند. طرح شهرک‌سازی اسرائیل در مناطق اشغالی فلسطینی یکی از مهم‌ترین مشکلات موجود برای به‌ثمر رسیدن مذاکرات صلح میان اسرائیل و تشکیلات خودگردان فلسطین بوده است. دویچه وله فارسی
- حمله خمپاره‌ای به اردوگاه اعضای سازمان مجاهدین خلق ایران

## ۲۸ دسامبر۲۰۱۳
- حمله هوایی نیروهای دولتی سوریه به بازار حلب

براثر پرتاب «بمب‌های بشکه‌ای» بالگردهای ارتش سوریه بر یک بازار پر ازدحام در شهر حلب، دست‌کم ۲۱ نفر کشته و شمار دیگری به شدت مجروح شدند. بنا به گزارش‎‌ها از دو هفته پیش که حملات هوایی نیروهای دولتی سوریه به شهر حلب آغاز شد، تاکنون حدود ۴۰۰ نفر جان خود را ازدست داده‌اند. شهر حلب از نیمه سال ۲۰۱۲ میلادی، به جبهه اصلی جنگ تبدیل شده است. حلب که بزرگترین شهر و پایتخت تجاری سوریه است، حال به مناطقی تحت کنترل نیروهای دولتی و شورشیان تقسیم شده است. بی‌بی‌سی فارسی، دویچه وله فارسی
- سیاست‌مدار لبنانی مخالف حکومت سوریه در انفجار بمب کشته شد

## ۲۹ دسامبر۲۰۱۳
- کمک سه میلیارد دلاری عربستان به ارتش لبنان

عربستان سعودی برای تقویت ارتش لبنان سه میلیارد دلار به این کشور کمک مالی بلاعوض می‌کند. قرار است ارتش لبنان در صدد خرید تجهیزات و تسلیحات و هم‌چنین دریافت آموزش نظامی از فرانسه برآید. دویچه وله فارسی، بی‌بی‌سی فارسی، یورونیوز فارسی
- حقوق بی‌کاری بیش از یک میلیون آمریکایی قطع می‌شود

## ۳۰ دسامبر۲۰۱۳
- بابک زنجانی، میلیاردر ایرانی دستگیر شد

غلامحسین محسنی اژه‌ای، سخنگوی قوه قضائیه و دادستان کل ایران از دستگیری بابک زنجانی، میلیاردر ایرانی خبر داده است. خبرگزاری جمهوری اسلامی از انتقال آقای زنجانی به زندان اوین گزارش داده است. نام آقای زنجانی در سال گذشته بارها در ارتباط با پرونده‌های گوناگون تخلف اقتصادی مطرح شده ولی او با رد تمام اتهامات، تاکید کرده که یک «بسیجی اقتصادی» و در «خط ولایت» است و اقداماتش با اطلاع نهادهای مسئول کشور بوده است. بابک زنجانی که نامش در فهرست تحریم‌های اتحادیه اروپا و ایالات متحده آمریکا قرار دارد، به دلالی و فعالیت‌های ناقض تحریم‌های جمهوری اسلامی متهم شده است. بی‌بی‌سی فارسی، دویچه وله فارسی، رادیو فردا، رادیو بین‌المللی فرانسه
- حمله به اقامت‌گاه سفیر آلمان در یونان

## ۳۱ دسامبر۲۰۱۳
- سخنگوی کمیسیون اصل نود: «بابک زنجانی از بیت‌المال برای سرمایه‌گذاری و رانت استفاده می‌کرد»

## پیوندهای روزانه
- درگاه: وقایع کنونی/وقایع ۱ دسامبر ۲۰۱۳
- درگاه: وقایع کنونی/وقایع ۲ دسامبر ۲۰۱۳
- درگاه: وقایع کنونی/وقایع ۳ دسامبر ۲۰۱۳
- درگاه: وقایع کنونی/وقایع ۴ دسامبر ۲۰۱۳
- درگاه: وقایع کنونی/وقایع ۵ دسامبر ۲۰۱۳
- درگاه: وقایع کنونی/وقایع ۶ دسامبر ۲۰۱۳
- درگاه: وقایع کنونی/وقایع ۷ دسامبر ۲۰۱۳
- درگاه: وقایع کنونی/وقایع ۸ دسامبر ۲۰۱۳
- درگاه: وقایع کنونی/وقایع ۹ دسامبر ۲۰۱۳
- درگاه: وقایع کنونی/وقایع ۱۰ دسامبر ۲۰۱۳
- درگاه: وقایع کنونی/وقایع ۱۱ دسامبر ۲۰۱۳
- درگاه: وقایع کنونی/وقایع ۱۲ دسامبر ۲۰۱۳
- درگاه: وقایع کنونی/وقایع ۱۳ دسامبر ۲۰۱۳
- درگاه: وقایع کنونی/وقایع ۱۴ دسامبر ۲۰۱۳
- درگاه: وقایع کنونی/وقایع ۱۵ دسامبر ۲۰۱۳
- درگاه: وقایع کنونی/وقایع ۱۶ دسامبر ۲۰۱۳
- درگاه: وقایع کنونی/وقایع ۱۷ دسامبر ۲۰۱۳
- درگاه: وقایع کنونی/وقایع ۱۸ دسامبر ۲۰۱۳
- درگاه: وقایع کنونی/وقایع  ۱۹ دسامبر ۲۰۱۳
- درگاه: وقایع کنونی/وقایع ۲۰ دسامبر ۲۰۱۳
- درگاه: وقایع کنونی/وقایع ۲۱ دسامبر ۲۰۱۳
- درگاه: وقایع کنونی/وقایع ۲۲ دسامبر ۲۰۱۳
- درگاه: وقایع کنونی/وقایع ۲۳ دسامبر ۲۰۱۳
- درگاه: وقایع کنونی/وقایع ۲۴ دسامبر ۲۰۱۳
- درگاه: وقایع کنونی/وقایع ۲۵ دسامبر ۲۰۱۳
- درگاه: وقایع کنونی/وقایع ۲۶ دسامبر ۲۰۱۳
- درگاه: وقایع کنونی/وقایع ۲۷ دسامبر ۲۰۱۳
- درگاه: وقایع کنونی/وقایع ۲۸ دسامبر ۲۰۱۳
- درگاه: وقایع کنونی/وقایع ۲۹ دسامبر ۲۰۱۳
- درگاه: وقایع کنونی/وقایع ۳۰ دسامبر ۲۰۱۳
- درگاه: وقایع کنونی/وقایع ۳۱ دسامبر ۲۰۱۳